# Pakasai
Pakasai is een bestuurslaag in het regentschap Pariaman van de provincie West-Sumatra, Indonesië. Pakasai telt 973 inwoners (volkstelling 2010).